# Langue des signes espagnole
La langue des signes espagnole (en espagnol : lenguaje de señas españolas, lengua de signos española ou d'autres possibilités reprenant ces termes) est la langue des signes utilisée par les sourds et leurs proches dans une grande partie de l'Espagne.

## Caractéristiques
Il existe de petites différences à travers l'Espagne, sans difficultés de compréhension mutuelle, sauf en Catalogne où la langue des signes catalane est utilisée.
Selon Ethnologue, Languages of the World, la langue des signes espagnole n'a pas d'origine connue, mais a éventuellement subi des influences des langues des signes américaine, française et mexicaine, tandis que Wittmann la classe comme un isolat (« protoype »).
Il existe un alphabet manuel et la langue des signes espagnole peut s'écrire grâce au système SignWriting.

## Utilisation
Des interprètes sont présents dans les tribunaux et les événements publics importants. Les parents d'enfants sourds et les autres personnes entendantes peuvent suivre des cours. Certains programmes télévisés sont accessibles aux sourds, notamment En otras palabras (es) (Avec d'autres mots) sur la chaîne TVE. Il existe aussi des films, des vidéos et un dictionnaire en langue des signes espagnole.

## Filmographie
La langue des signes espagnole apparaît dans le film Talons aiguilles, où l'actrice Miriam Díaz-Aroca joue le rôle d'une présentatrice de journal télévisé pour des sourds-muets.